# Borbecke
Die Borbecke ist ein anderthalb Kilometer langes löß-lehmgeprägtes Fließgewässer der Bördenlandschaften auf dem Gebiet des Essener Stadtteils Borbeck in Nordrhein-Westfalen. Sie ist ein südlicher und rechter Zufluss des Pausmühlenbachs. Er speist die Schlossteiche von Schloss Borbeck.

## Geographie

### Quellbäche
Die Borbecke entsteht aus mehreren Quellarmen im Borbecker Schlosspark. Ihre Quellen im Südwesten des Schlossparks sind steingefasst.
Der 0,8 km lange und linke Quellast entspringt auf einer Höhe von 79 m ü. NHN nördlich eines Sportplatzes und südöstlich der Albert-Liebmann-Schule. Er fließt zunächst etwa vierzig Meter in nordöstlicher Richtung durch den Park und bildet dann einen kleinen Teich. In diesen Teich mündet auch ein zweiter Quellast. Knapp dreihundert Meter bachabwärts speist der Schloßbach einen weiteren Teich. Der Schloßbach knickt kurz vor den Schloss nach Ost-Südosten ab und vereinigt sich nördlich eines Sportplatzes mit dem dritten Quellarm.
Der etwa vierhundert Meter lange, südliche und rechte Quellarm entspringt auf einer Höhe von 72,5 m ü. NHN nördlich einer Kleingartenanlage. Auch er speist einen Teich und vereinigt sich kurz danach mit dem linken Quellast.

### Weiterer Verlauf
Der vereinigte Bach staut sich beim Schloss zu einem weiteren Teich, den er unterirdisch verrohrt in nordnordwestlicher Richtung verlässt. Er zieht dann unterirdisch schnurgerade an der Realschule am Schloss Borbeck vorbei, quert dann die Schloßstraße und läuft danach knapp zweihundert Meter parallel zur Johann-Kruse-Straße. Auf der Höhe des Ruhland-Platzes wechselt er seinen Lauf nach Norden und fließt völlig begradigt durch den Stadtteil.
Nördlich der Neuweselstraße knickt die Borbecke spitz erst nach West-Südwesten ab und kurz danach nach Norden und mündet schließlich auf einer Höhe von ungefähr 60 m ü. NHN von rechts in den aus dem Südwesten heranziehenden Pausmühlenbach.
Der etwa 1,4 Kilometer lange Lauf der Borbecke endet ungefähr 12,5 Höhenmeter unterhalb ihrer Quelle, sie hat somit ein mittleres Sohlgefälle von etwa 8,9 ‰.

### Einzugsgebiet
Das 1,175 km² große Einzugsgebiet der Borbecke liegt im Naturraum Westenhellweg und wird durch sie über den Pausmühlenbach, die Berne, die Emscher und den Rhein zur Nordsee entwässert.
Es grenzt
- im Osten und Südosten an das Einzugsgebiet des Borbecker Mühlenbachs, der in die Berne mündet,
- im Südwesten an das des Hexbachs, der über den Läppkes Mühlenbach in die Emscher entwässert und
- im Westen an das des Pausmühlenbach.

## Renaturierung
Der Bachlauf wurde renaturiert.